# Myotis austroriparius
Espèce
Statut de conservation UICN

 LC  : Préoccupation mineure
Myotis austroriparius est une espèce de chauves-souris nord-américaine de la famille des Vespertilionidae.

## Description
Myotis austroriparius pèse 5 à 8 g. Elle a une envergure d'environ 23 à 28 cm. Le pelage varie du gris au brun orangé vif, les femelles étant généralement plus brillantes que les mâles.

## Répartition

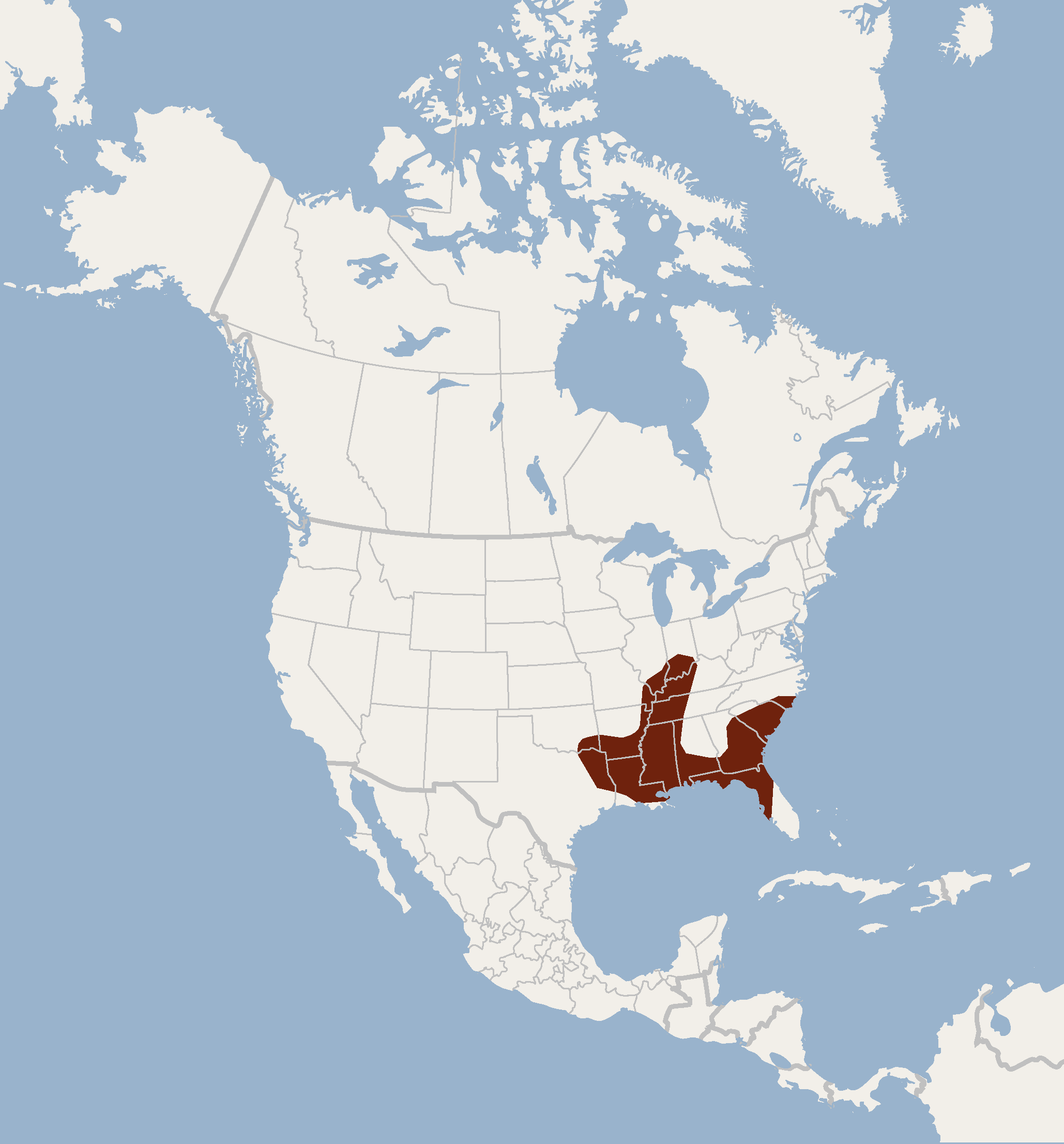
Aire de répartition de Myotis austroriparius

L'aire de répartition de cette espèce comprend le sud de l'Illinois et de le nord de l'Indiana, vers l'ouest jusqu'au sud-est de l'Oklahoma, l'ouest du Tennessee et de l'Arkansas, et le nord-est du Texas, et vers l'est jusqu'au sud de la Caroline du Nord. Des populations isolées de cette espèce se trouvent dans la vallée de l'Ohio, dans le Kentucky, et la majorité de la population vit dans la moitié nord de la péninsule de Floride.

## Écologie et comportement
Le régime alimentaire du Myotis austroriparius diverge de nombreuses autres espèces de Myotis par un manque de diversité alimentaire élevée. Son indice de diversité alimentaire de 3,26 est dérivé d'un régime composé de 59% de trichoptères, peu d'arachnides et de coléoptères. Son alimentation est plus similaire à la pipistrelle de l'Est que toute autre espèce de Myotis dans sa consommation de trichoptères.
Toutes les espèces du genre Myotis, y compris Myotis austroriparius, se reposent le jour et se nourrissent la nuit. Ils chassent et se nourrissent souvent au-dessus de l'eau. Les vols d'alimentation alternent généralement avec des périodes de repos, pendant lesquelles les chauves-souris pendent pour digérer leurs prises.
Les forêts de feuillus des basses terres sont des habitats du Myotis austroriparius. Cette espèce se perche et se nourrit près de l'eau. Les forêts de feuillus des basses terres contiennent généralement des cyprès de Louisiane et des Nyssa aquatica qui sont des arbres de repos communs des chauves-souris des basses terres. Les habitats convenables sont constitués d'arbres de taille et de maturité suffisantes pour que des cavités d'arbres se forment. Il existe une corrélation positive entre les captures de cette espèce avec le pourcentage de chênes et une corrélation négative avec le pourcentage de cyprès de Louisiane. Il existe une relation directe pour cette espèce avec des captures accrues dans les forêts plus jeunes à forte densité de tiges, à faible hauteur de couvert et à augmentation de la couverture du sol. L'espèce est également connue pour se percher dans des grottes, des citernes, des bâtiments abandonnés et sous des ponts. Le Myotis austroriparius montre une préférence pour les arbres de repos avec les plus petits diamètres à hauteur de poitrine et ont tendance à se percher en grappes densément aux sommets des cavités.
Cette espèce est parfois observée perchée avec les Corynorhinus rafinesquii et aussi Tadarida brasiliensis en Floride, 
Le Myotis austroriparius est une importante source de nourriture pour les chouettes rayées, en particulier pendant la saison de nidification. Une paire de chouettes rayées nicheuses a produit 13 boulettes contenant des restes de chauves-souris au cours d'une période d'un mois, contenant les crânes de 37 Myotis austroriparius. Il est moins important comme source de nourriture en dehors de la saison de nidification.
Myotis austroriparius a pour parasite le protozoaire Polychromophilus (en) murinus et le fonge Pseudogymnoascus destructans], responsable du syndrome du nez blanc, qui infecte cette espèce.

## Reproduction
Les Myotis austroriparius sont uniques chez les myotis des États-Unis dans la production de jumeaux ; toutes les autres femelles myotis produisent généralement un bébé.